# NGC 6680
NGC 6680 is een spiraalvormig sterrenstelsel in het sterrenbeeld Hercules. Het hemelobject werd op 2 juli 1864 ontdekt door de Duitse astronoom Albert Marth.

## Synoniemen
- ZWG 143.10
- PGC 62210